# Potključna vena
Potključna vena (lat. vena subclavia) je parna vena koja odvodi deoksigeniranu krv iz gornjih udova.
Vene polaze sa svake strane tijela kao nastavka pazušne vene (lat. vena axillaris), u svom tijeku prate potključnu arteriju (lat. arteria subclavia), spajaju se s nutarnjom vratnom venom (lat. vena jugularis interna) i zajedno čine ručnoglavenu venu (lat. vena brachicephalica). Potključna vena s nutarnjom venom vrata na mjestu njihovog spoja oblikuje venski kut (lat. angulus venosus).
Pritoke potključne vene su varijabilne, a mogu biti:
- vanjska vratna vena, lat. vena jugularis interna
- lat. vena suprascapularis
- lat. vena transversa colli
- lat. vena thoracoacromialis